# Thomas Piketty
Thomas Piketty (Clichy, 7 de mayo de 1971) es un economista francés especialista en desigualdad económica y distribución de la renta. Desde el año 2000 es director de estudios en la Escuela de Estudios Superiores en Ciencias Sociales. Actualmente es profesor asociado de la Escuela de Economía de París.

## Biografía
Piketty nació el 7 de mayo de 1971, en el suburbio parisino de Clichy, Hauts-de-Seine. Sus padres habían estado involucrados en un grupo trotskista y las protestas de mayo de 1968 en París, pero se habían alejado de esta posición política antes de que naciera su hijo. La familia Piketty desciende de italianos, asentados en Francia en el siglo XIX.
Piketty entró a la École Normale Supérieure (ENS) a la edad de 18 años, donde estudió matemáticas y economía. A la edad de 22 años, Piketty recibió su doctorado por una tesis sobre la redistribución de la riqueza, que escribió en la London School of Economics (LSE) y en la EHESS bajo Roger Guesnerie y ganó el premio de la Asociación Francesa de Economía para la mejor tesis del año.
Después de obtener su doctorado, Piketty enseñó de 1993 a 1995 como profesor asistente en el Departamento de Economía del Instituto de Tecnología de Massachusetts. En 1995 se incorporó como investigador al Centro Nacional de Investigación Científica (CNRS), y en 2000 se convirtió en profesor (directeur d'études) en la EHESS.
Piketty obtuvo en 2002 el premio al mejor joven economista de Francia y, según una lista fechada el 11 de noviembre de 2003, es miembro de la junta de orientación científica de la asociación À gauche, en Europe, fundada por Michel Rocard y Dominique Strauss-Kahn.
En 2006, Piketty se convirtió en el primer director de la Escuela de Economía de París, que ayudó a establecer.  
Es columnista del periódico francés Libération y ocasionalmente escribe para Le Monde. Ha sido el compañero de la novelista y política Aurélie Filippetti.
En octubre de 2021, Thomas Piketty declaró sobre la moneda utilizada en el África occidental francófona y en el África central francófona: "Seguir hablando en 2021 del franco CFA es una forma de anomalía".

## Concepciones
La investigación de las estadísticas históricas realizada por Piketty establece que la proporción capital/renta fue de 6 o 7 en el siglo XIX, cayó a 2 después de la Segunda Guerra Mundial y en el siglo XXI volvió a un nivel cercano al siglo XIX, con un valor de 5 o 6. Por otra parte, encontró que, a largo plazo, el retorno promedio sobre el capital supera la tasa de crecimiento de la economía, lo cual implica que los propietarios del capital se enriquecen cada vez más rápidamente que el resto de la población.
Para el economista francés Etienne Wasmer las tesis de Piketty se ven confirmadas en el caso francés ya que el incremento de las tasas de retorno del capital en Francia se debe principalmente a un aumento de los precios inmobiliarios y este aumento es captado principalmente por el capital inmobiliario.

## Investigación
Piketty es un especialista en la economía de la desigualdad o desigualdad de ingreso, desde una aproximación estadística e histórica. En sus publicaciones analiza cómo la tasa de acumulación de capital en relación con el crecimiento económico aumentó desde el siglo XIX hasta la actualidad. Los registros sobre impuestos le han permitido reunir datos sobre las élites económicas, que tradicionalmente han sido poco estudiados, y que le permiten establecer las tasas de acumulación de la riqueza y su comparación con la situación económica del resto de la sociedad. 
Su libro más influyente, El capital en el siglo XXI, se nutre de datos económicos que se remontan 250 años para demostrar que se produce una concentración constante del aumento de la riqueza que no se autocorrige y que aumenta la desigualdad económica, problema que requiere para su solución una redistribución de la riqueza a través de un impuesto mundial sobre la misma.
En 2013 publicó en francés el libro Le Capital au XXIe siècle (El capital en el siglo XXI publicado por el Fondo de Cultura Económica en español y en inglés Capital in the Twenty-First Century publicado en 2014). En él expone cómo se produce la concentración de la riqueza y su distribución durante los últimos 250 años. En el libro, Piketty sostiene que cuando la tasa de acumulación de capital crece más rápidamente que la economía, entonces la desigualdad aumenta. El autor propone, para evitar lo que denomina un capitalismo patrimonial, los impuestos progresivos y un impuesto mundial sobre la riqueza con el fin de ayudar a resolver el problema actual del aumento de la desigualdad. Sus trabajos cuestionan de manera radical la hipótesis optimista del economista ruso Simon Kuznets quien establecía un vínculo directo entre el desarrollo económico y la redistribución de ingresos, resaltando la importancia de las instituciones políticas y fiscales en la instauración de impuestos e ingresos públicos y por tanto en la evolución económica histórica de la distribución de la riqueza.
En relación con la posibilidad de autorizar préstamos a estudiantes universitarios en España, Piketty señaló, en una entrevista a La Vanguardia, que la aplicación del modelo británico que quiere copiar el ministro de educación Wert es el ejemplo perfecto de cómo provocar deuda en el sector público y beneficiar a las universidades privadas que podrían financiarse con préstamos de muy difícil devolución hechos por el Estado a los estudiantes.
En su libro de 2021 Una breve historia de la igualdad señala los avances históricos en igualdad. Considera claves las revueltas y revoluciones sociales ante la injusticia, la reclamación de derechos civiles, jurídicos, políticos y económicos, con especial referencia a la lucha contra la esclavitud y el colonialismo y la necesidad de compensar a las víctimas frente a las compensaciones históricas que se dieron a los propietarios negreros. Denomina el período 1914-1980 como La Gran Distribución ya que se produjeron avances muy notables en igualdad de la mano del estado social y el estado de bienestar -educación, salud, protección social- mediante un aumento significativo de la fiscalidad progresiva sobre la rentas y las herencias. Considera que el crecimiento económico se produce en condiciones de más igualdad social y económica. Propone, frente al avance económico de china, un socialismo democrático, ecológico y con mestizaje social.

## Obras seleccionadas
Piketty ha publicado numerosos libros y artículos, entre ellos:
Libros
- 1994 - Introduction à la théorie de la redistribution des richesses, Paris: Economica, 124 p.
- 1997 - L'Economie des inégalités, Paris: Ed. la Découverte, 122 p. 6.ª ed. (2008).

- 2001 - Les Hauts revenus en France au 20e siècle: inégalités et redistribution, 1901-1998, Paris: B. Grasset, 807 p., Nueva ed. Collection Hachette Pluriel (2006)
- 2004 - Vive la gauche américaine ! Chroniques 1998-2004, [Paris]: Libération; La Tour d'Aigues: Éd. de l'Aube, 194 p.
- 2006 - con Valdenaire M.: L'impact de la taille des classes sur la réussite scolaire dans les écoles, collèges et lycées français. Estimations à partir du panel primaire 1997 et du panel secondaire 1995, Paris: Ministère de l'éducation nationale, 153 p.
- 2007 - con Atkinson T.: Top incomes over the twentieth century: a contrast between continental European and English speaking countries, Oxford: Oxford university press, 604 p.
- 2008 - con Bozio A.: Pour un nouveau système de retraite: des comptes individuels de cotisations financés par répartition, Paris: Ed. ENS rue d'Ulm, collection du CEPREMAP n°14, 101 p.
- 2010 - con Atkinson T.: Top incomes: a global perspective, Oxford: Oxford university press, 776 p.
- 2011 - con Landais C. y Saez E.: Pour une révolution fiscale. Un impôt sur le revenu pour le XXIème siècle, Paris: Ed. du Seuil, 133 p.
- 2012 - Peut on sauver l'Europe? Chroniques 2004-2012, Paris: Ed. LLL, 271 p.
- 2013 - Le Capital au XXIème siècle, Paris: du Seuil, 976 p.[15]
- 2014 - El capital en el siglo XXI (Cambridge, MA: Belknap Press)[21]
- On the Long run evolution of inheritance. France, 1820–2050
- 2014 - El capital en el siglo XXI, Fondo de Cultura Económica
- 2015 - La economía de las desigualdades. Sistema.[22]

- 2019 - Capital e ideología (Capital et idéologíe, Seuil), Ediciones Deusto, S.A., ISBN 978-84-234-3095-6, 1200 págs.[23][2]
- 2021 -  ¡Viva el Socialismo! (Crónicas 2016-2020). Ed. Planeta
- 2021 - Una breve historia de la igualdad (ed. Deusto)
- 2023 - Une histoire du conflit politique : Élections et inégalités sociales en France (1789-2022). Ed. Seuil. Escrito con Julia Cagé.

Artículos
Los artículos publicados pueden consultarse en el curriculum vitae de Piketty.

## Reconocimientos
- Premio Yrjö Jahnsson (2013)
- El 1 de enero de 2015, rechazó la Legión de Honor otorgada por el gobierno francés haciendo la declaración:

"Rechazo esta nominación porque pienso que no es el papel del gobierno el decidir quién es honorable."

- Medalla Rectoral, Universidad de Chile (2015)